# 詹拜南
詹拜南--哈萨克斯坦大型含油气构造，位于里海哈萨克斯坦段西北部浅水陆架上，阿特劳市以东130千米。按照1990-1996年间地球物理数据与区域地震剖面来看，目前它暂时被认为属于北里海关键构造一部分。
区块在里海浅水及冰冻过渡带。2002-2006年《詹拜公司》在该区块进行了详细的2D地震勘测，根据结果划分出三个有前景构造-Edil、Kosarna和Karabulak。总面积超过2000平方千米。